# Don Hendrix
Don Osgood Hendrix (* 6. Februar 1905 in Fort Worth (Texas); † 26. Dezember 1961) war ein US-amerikanischer Optiker am Mount-Wilson-Observatorium.

## Leben
Don Osgood Hendrix wurde am 6. Februar 1905 als Sohn von Frank O. und Julia Ralls Hendricks im texanischen Fort Worth mit dem Namen Hendricks geboren. Nachdem die Familie ihr Haus durch ein Feuer verloren hatte, zog sie 1921 nach Kalifornien, in die damals ländliche Gegend nördlich von Los Angeles und Glendale, wo Frank Hendricks zunächst als Bankangestellter und dann als Telegraf arbeitete. Um Zeit beim Morsen seines Namens zu sparen, soll er seinen Namen zu Hendrix verkürzt haben, jedenfalls änderte er offiziell den Familiennamen.
Nach Abschluss der Highschool 1923 verdiente Don Hendrix seinen Unterhalt zunächst mit der Installation von Radiogeräten und -sendern für die Hancock Music Co. in der Pasadena-Glendale-Gegend. 
Während der Great Depression ging sein Arbeitgeber bankrott und auf der Suche nach einer neuen Arbeit nahm am 22. April 1931 eine Stelle in der Optik-Werkstatt des Mount-Wilson-Observatoriums an, womit ohne eine entsprechende Ausbildung seine glänzende Karriere als Optiker ihren Anfang nahm.
Im Jahre 1931 kam Walter Baade an das Mount-Wilson-Observatorium und brachte die auf Bernhard Schmidt zurückgehenden Ideen zur später sogenannten Schmidt-Kamera mit, die sich besonders für die Spektroskopie eignet. Das Herzstück ist eine schwierig herzustellende Optik, für die Hendrix im Laufe der Jahre zum führenden Experten wurde. 1939 veröffentlichte er sogar eine Arbeit An Extremely Fast Schmidt Camera (Eine extrem schnelle Schmidt.Kamera) in den Publications of the Astronomical Society of the Pacific und zusammen mit William H. Christie Some Applications of the Schmidt Principle in Optical Design (Einige Anwendungen des Schmidt-Prinzips im Optik-Design) im Scientific American.
1940 stellte Hendrix den 72-Zoll-Hauptspiegel für das Palomar-Schmidt-Teleskop fertig. Da die optische Werkstatt im Zweiten Weltkrieg auf Rüstungsindustrie umgestellt wurde, mussten weitere Arbeiten an Teleskopen eingestellt werden und Hendrix war  auch für das Militär tätig. Als der Leiter der optischen Werkstatt 1942 in den Ruhestand ging, wurde Hendrix dessen Nachfolger. Nach dem Krieg konnte er weiter an der Herstellung der Optik von Teleskopen arbeiten, er war unter anderem an der Fertigstellung des nach George Ellery Hale benannten Hale-Teleskops am Palomar-Observatorium beteiligt.
Neben den Erhaltungs- und Erweiterungsarbeiten an den Mount-Wilson-Teleskopen führte er auch Arbeiten für andere Observatorien als Mount-Wilson und Palomar aus. Hier sind besonders die Schmidt-Kamera-Optik am McDonald-Observatorium und das 120-Zoll-Spiegelteleskop des Lick-Observatoriums, das 1959 in Betrieb genommene und nach C. Donald Shane benannte Shane-Teleskop, zu nennen.
1929 schloss Hendrix die Ehe mit Phyllis Louise Butcher (1908–1968), sie hatten einen Sohn Robb Lorenzo Hendrix (1930–2000). Don Osgood Hendrix erlitt in den 1950ern einen Herzinfarkt, überstand diesen zwar, blieb aber starker Raucher und gesundheitlich beeinträchtigt. Er starb auf der Rückreise von einem Weihnachtsbesuch bei seinem Sohn am 26. Dezember 1961 im Alter von 56 Jahren an inneren Blutungen und wurde auf dem Forest Lawn Memorial Park (Glendale) bestattet.

## Ehrungen
- Im Jahre 1970 benannte die Internationale Astronomische Union den Mondkrater Hendrix offiziell nach Don O. Hendrix.[7]